# Форт Сан-Лоренсо (Панама)
Форт Сан-Лоренсо (ісп. Fort San Lorenzo) — форт, що був збудований на карибському узбережжі Панами в 16 столітті за наказом короля Філіпа II в гирлі річки Чаґрес та протягом колоніального періоду активно використовувався для работорговлі та вивезення ресурсів з колоній.
Перший форт був збудований з деревини та не міг довго проіснувати у вологому тропічному кліматі Панами. Крім того, форт зазнав численних атак піратів, таких як Френсіс Дрейк, що зруйнував форт в 1596 році. Форт був перебудований в 1671 році, проте знову зазнав атак піратів Генрі Моргана. В 1761 році форт був перебудований останнього разу, з цього часу піратські атаки припинилися, а залишки цього форту стоять і сьогодні. В 1980 році форт був занесений до списку Світової спадщини.